# Danilo Cataldi
Danilo Cataldi (ur. 6 sierpnia 1994 w Rzymie) – włoski piłkarz grający na pozycji pomocnika. Od 2013 roku zawodnik S.S. Lazio.

## Życiorys
Jest wychowankiem rzymskiego S.S. Lazio. W czasach juniorskich trenował także w klubie Ottavia. W 2013 roku formalnie dołączył do kadry pierwszego zespołu. 7 sierpnia 2013 został wypożyczony na sezon do drugoligowego FC Crotone. W Serie A zadebiutował w barwach Lazio 18 stycznia 2015 w przegranym 0:1 meczu z SSC Napoli. Do gry wszedł w 81. minucie, zmieniając Marco Parolo. W pierwszej połowie 2017 roku przebywał na wypożyczeniu w Genoa CFC. 19 lipca 2017 wypożyczony na rok do Benevento Calcio.